# Розов, Александр Александрович
Александр «Алекс» Александрович Розов (род. 1963, Ленинград) — российский писатель-фантаст и автор исторической публицистики, которого Максим Калашников назвал «отечественным мыслителем», блогер и аналитик-конспиролог. Входит в топ-100 рейтинга ЖЖ. (Он «популярный аналитик Живого Журнала» и «несгибаемый конспиролог», — согласно «Новым известиям», также как и «популярный блогер»).
По образованию инженер (также психолог), работал консультантом по организационным технологиям и инновациям. «Карианин». Отрицает глобальное потепление. Автор нескольких романов и большого числа рассказов и эссе, посвящённых отношениям человека и общества, религиозно-философским проблемам.

## Литературное творчество
Художественные произведения Розова объединены в так называемый «Меганезийский цикл». По состоянию на начало 2012 года он включает 9 романов, многие из которых — многотомны. Романы написаны в жанре утопии и описывают время с начала XXI по конец XXII веков. В описываемой автором истории будущего в результате произошедшей в середине XXI века Алюминиевой революции на островах Тихого океана образовалась конфедерация Меганезия, тяготеющая к анархизму и сохраняющую традиционные ценности архаических обществ Океании и (впоследствии) Африки. Меганезийская хартия, описанная в миниромане «Депортация», запрещает государство, парламент и политические партии: субъектом права она признаёт только конкретного человека. «Если какая-то группа людей желает заявить о своих коллективных правах — она создает корпорацию, представляющую лишь тех, кто в неё вступил, и лишь по вопросам, которые он ей делегировал. Этническая или религиозная принадлежность не есть принадлежность к корпорации; никто не может заявлять о правах этноса или религии и выступать от имени всех лиц, к ним принадлежащих». По пути Меганезии впоследствии пошли и другие государства мира. Согласно Розову, в рамках Меганезии могут успешно сосуществовать любые общественные формации, от традиционных племён, до коммун, в которых обобществлены даже женщины и дети, внутри которых абсолютно недоступно уединение, отсутствует и приватность сексуальных отношений. Именно такие сообщества в описываемом мире оказались наиболее приспособленными к освоению космоса, которое в мире Розова привело к концу XXII века к началу галактической экспансии человечества.
Художественные произведения Розова являются изложением идей карианства — мировоззренческого течения, основанного (как утверждают его основатели) на синтезе неопозитивизма и постмодернизма с классическим античным рационализмом Эпикура. Доктрина названа в честь Тита Лукреция Кара. Кариане считают датой основания своего учения 12 апреля 2004 года. Считая истину относительной, они оценивают любую интеллектуальную деятельность (науку, культуру и искусство, религию и идеологию) по прикладным результатам, росту уровня жизни индивидов.
В романе «Неандертальский томагавк в астроархеологии» Розов описывает, как в XXII веке меганезийцы-кариане встречают в космосе сообщество землян, сознательно строящее мир «Туманности Андромеды» Ефремова, пародируя ефремовскую утопию и вступая в полемику с ней.
Публиковался в журнале «Реальность фантастики» (№ 11 (87) за 2010 г.), литературном журнале «Контрабанда», на «Точке. Зрения».
Приводят его как аналитика («сетевого аналитика») «Новые известия».
Рекомендовался на Россия 2045, Московским отделением Либертарианской партии России.
Редактор литературного журнала «Точка Зрения» Михаил Майгель отмечал свойственным Розову «ясность и жесткость стиля».
Анатолий Вассерман отмечал, что большой цикл утопических романов А. Розова «Конфедерация Меганезия» интересно прочесть весь; многие черты Меганезии напомнили ему коммунизм.
К «вполне культовым авторам» причислял Розова журналист Егор Апполонов.